# Egwekinot
Egwekinot (russisch Эгвекинот, tschuktschisch Эрвыкыннот/Erwykynnot) ist eine Siedlung städtischen Typs im Autonomen Kreis der Tschuktschen im äußersten Nordosten Russlands. Sie hat 2790 Einwohner (Stand 14. Oktober 2010).

## Geographie
Die Siedlung liegt an der Südküste der Tschuktschen-Halbinsel, gut 30 km südlich des Polarkreises. Sie ist von Verwaltungszentrums des Autonomen Kreises Anadyr etwa 250 Kilometer Luftlinie in nordöstlicher Richtung entfernt. Der zentrale Teil von Egwekinot erstreckt sich an der Westseite der 13 km langen und 3 km breiten gleichnamigen Bucht am äußersten nördlichen Ende der Kreuz-Bucht (Saliw Kresta), die wiederum Teil der Anadyr-Bucht des Beringmeeres ist. Unmittelbar hinter der Siedlung erheben sich die Berge steil bis auf mehr als 700 Meter Höhe. Knapp 10 km nördlich liegt der Ortsteil Osjorny.
Egwekinot ist Verwaltungszentrum des Rajons Iultin.

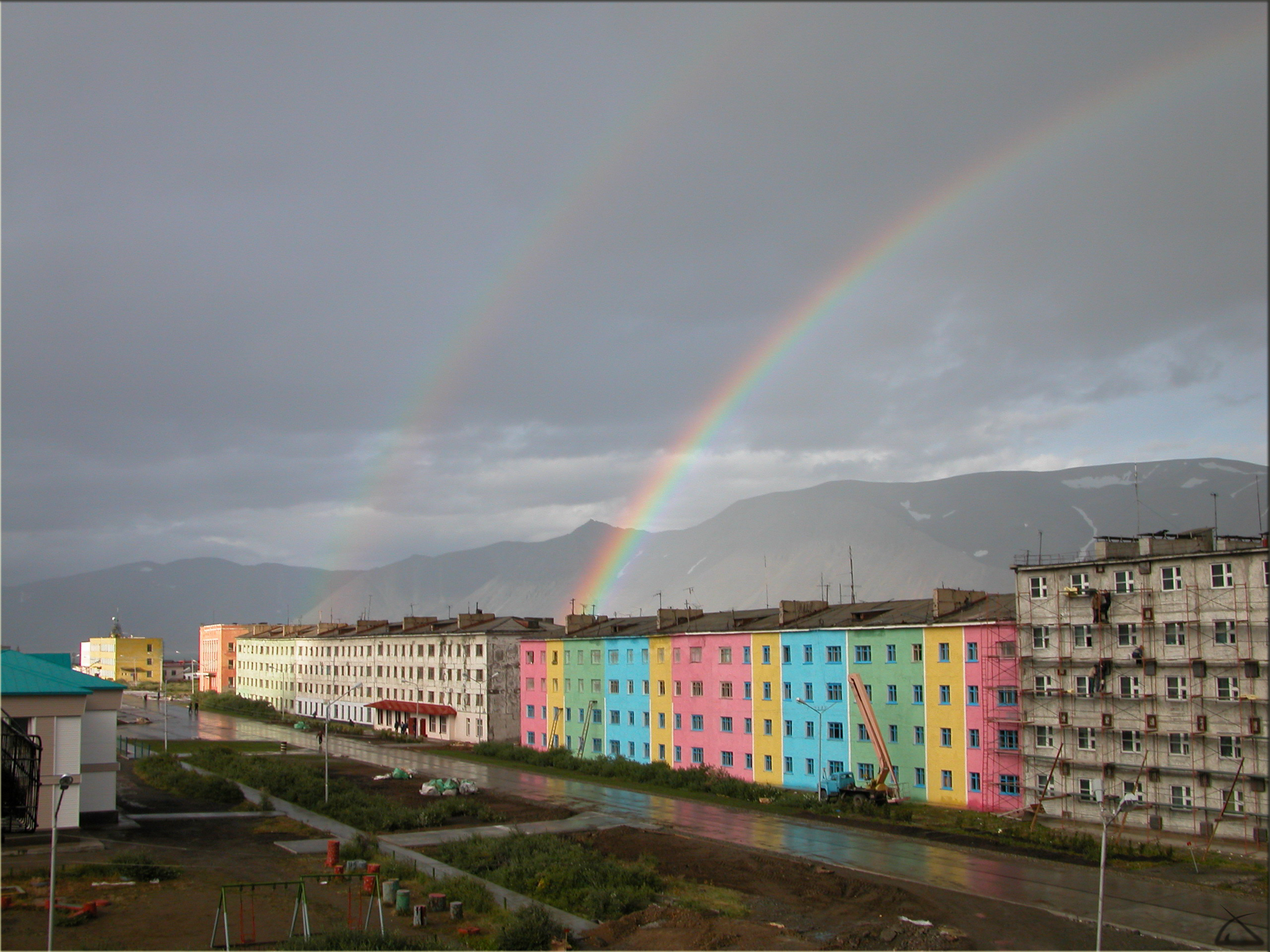
Wohnhäuser in Egwekinot 2005
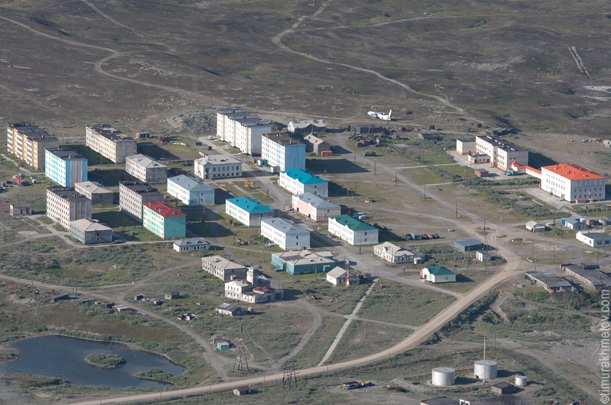
Ortsteil Osjorny
Überquerung des Polarkreises durch die Straße nach Iultin und Mys Schmidta

## Geschichte
1937 wurde im zentralen Teil der Tschuktschen-Halbinsel, etwa 200 Kilometer nördlich der heutigen Siedlung Egwekinot, eine bedeutende Lagerstätte von Zinn-, Wolfram- und Molybdänerzen entdeckt. Mit ihrer Erschließung wurde jedoch erst nach Ende des Zweiten Weltkriegs begonnen. Zu diesem Zweck entstand ab 1946 Egwekinot, wo ein Hafen zur Verschiffung der Erze gebaut wurde. Beim Bau der Siedlung, einer Straße bis zur Erzlagerstätte, des dortigen Bergwerks und der zugehörigen Siedlung Iultin (gegründet 1953) wurden Häftlinge eines zu diesem Zweck eingerichteten Lagers eingesetzt, das der Fernöstlichen Lagerverwaltung (Dalstroi) im System der Gulag unterstellt war. Als Gründungsdatum von Egwekinot gilt der 16. Juli 1946, an dem dort das erste Schiff mit 1500 Häftlingen und anderen Siedlern eintraf. Das Lager bestand bis 1956.
1954 erhielt Egwekinot den Status einer Siedlung städtischen Typs. Mit Gründung des Rajons Iultin wurde es in den 1950er-Jahren dessen Verwaltungszentrum.
Am 30. Mai 2008 wurden der Rajon Iultin und der nördlich anschließende Rajon Schmidtowski zu einem neuen Rajon Wostotschny („Ost-Rajon“) vereinigt. Egwekinot blieb dessen Zentrum. Seit 18. November 2008 trägt der neue Rajon wieder den Namen Iultin.

### Bevölkerungsentwicklung
| Jahr | Einwohner |
| ---- | --------- |
| 1959 | 3015      |
| 1970 | 3360      |
| 1979 | 4657      |
| 1989 | 5478      |
| 2002 | 2413      |
| 2010 | 2790      |

Anmerkung: Volkszählungsdaten

## Klima
|                        | Jan   | Feb   | Mär   | Apr   | Mai   | Jun  | Jul  | Aug  | Sep   | Okt   | Nov   | Dez   |   |       |
| Mittl. Temperatur (°C) | −18,1 | −17,2 | −16,2 | −9,9  | −0,5  | 6,7  | 10,5 | 9,5  | 4,8   | −2,3  | −9,1  | −15,2 | ⌀ | −4,7  |
| Mittl. Tagesmax. (°C)  | −14,3 | −13,1 | −11,8 | −5,8  | 2,8   | 11,3 | 14,3 | 12,9 | 7,8   | 0,1   | −6,2  | −11,9 | ⌀ | −1,1  |
| Rekordmaximum (°C)     | 6,3   | 5,1   | 6,0   | 7,8   | 23,0  | 28,8 | 36,5 | 25,0 | 19,4  | 12,8  | 7,9   | 9,5   | ᐃ | 36,5  |
| Mittl. Tagesmin. (°C)  | −21,8 | −21,3 | −20,5 | −14,0 | −3,6  | 3,0  | 7,6  | 6,7  | 2,0   | −4,8  | −12,3 | −18,6 | ⌀ | −8,1  |
| Rekordminimum (°C)     | −45,8 | −46,9 | −44,8 | −36,1 | −27,8 | −7,1 | −0,1 | −6,0 | −10,0 | −23,9 | −36,0 | −38,1 | ᐁ | −46,9 |
|                        |       |       |       |       |       |      |      |      |       |       |       |       |   |       |
| Niederschlag (mm)      | 29    | 36    | 35    | 19    | 33    | 43   | 83   | 86   | 60    | 65    | 50    | 33    | Σ | 572   |

| −21,8 |

| −21,3 |

| −20,5 |

| −14,0 |

| −3,6 |

| 3,0 |

| 7,6 |

| 6,7 |

| 2,0 |

| −4,8 |

| −12,3 |

| −18,6 |

| −21,8 |

| −21,3 |

| −20,5 |

| −14,0 |

| −3,6 |

| 3,0 |

| 7,6 |

| 6,7 |

| 2,0 |

| −4,8 |

| −12,3 |

| −18,6 |

| N i e d e r s c h l a g | 29  | 36  | 35  | 19  | 33  | 43  | 83  | 86  | 60  | 65  | 50  | 33  |
|                         | Jan | Feb | Mär | Apr | Mai | Jun | Jul | Aug | Sep | Okt | Nov | Dez |

## Wirtschaft und Infrastruktur
In der sowjetischen Periode war Egwekinot Umschlagort für die Erze des Bergwerks und außerdem Basis für die weitere, vor allem geologische Erkundung des umliegenden Teils der Tschuktschen-Halbinsel. Mit der Schließung des Bergwerks wegen Unrentabilität im Jahr 1993 ging diese Funktion verloren, was ein Sinken der Bevölkerungszahl um mehr als die Hälfte zur Folge hatte. Heute gibt es nur einige Unternehmen für die lokale Versorgung. Beim Ortsteil Osjorny befindet sich das zwischen 1950 und 1959 errichtete und 2010 rekonstruierte Wärmekraftwerk Egwekinotskaja GRES mit einer Leistung von 34 MW.
Die Siedlung besitzt einen kleinen Seehafen und vier Kilometer nördlich einen Flughafen (offizieller Name – Saliw Kresta (russisch: Залив Креста), ICAO-Code UHME), der von Chukotavia von Anadyr aus angeflogen wird.
Ausgehend von Egwekinot führt eine größtenteils unbefestigte Straße über 200 Kilometer in den Zentralteil der Tschuktschen-Halbinsel, über einen knapp 500 Meter hohen Pass in das Tal der Amguema, eines der größten Flüsse der Halbinsel, kreuzt diesen und endet beim früheren Bergbau- und Rajonverwaltungszentrum Iultin, das in den 1990er-Jahren von einer Siedlung mit über 5000 Einwohnern (1989) zu einer unbewohnten Geisterstadt wurde. Von Iultin führt eine mit Geländefahrzeugen befahrbare Piste über weitere mehr als 100 Kilometer zur Siedlung Mys Schmidta an der Nordküste der Halbinsel.